# Psilocerea olsoufieffae
Psilocerea olsoufieffae là một loài bướm đêm trong họ Geometridae.